# نيسان برنسيس رويال
نيسان برنسيس رويال (بالإنجليزية: Nissan Prince Royal)‏ هي سيارة من تصنيع شركة نيسان موتورز.